# Дабаш
Дабаш (венг. Dabas) — город в центральной части Венгрии, в медье Пешт.
Население — 16 021 человек (2001). Площадь города — 166,09 км². Плотность населения — 96,5 чел./км².
Город Дабаш, как и вся Венгрия, находится в часовом поясе, обозначаемом по международному стандарту как Central European Time (CET). Смещение относительно UTC составляет +1:00 (CET, зимнее время) / +2:00 (CEST, летнее время), так как в этом часовом поясе действует переход на летнее время.
Почтовый индекс — 2370. Телефонный код (+36)29.

## Население
| Год  | Численность | Численность |
| ---- | ----------- | ----------- |
| 2013 | 16 506      | [ 2 ]       |
| 2014 | 16 588      | [ 3 ]       |
| 2021 | 17 481      | [ 4 ]       |
| 2022 | 17 546      |             |
| 2023 | 17 527      | [ 5 ]       |
| 2024 | 17 542      | [ 1 ]       |

## Города-побратимы
- Aiton[вд], Румыния (2014)
- Kalinkovo[вд], Словакия (2012)
- XV округ Будапешта[вд], Венгрия (2012)
- Абруд, Румыния (2017)
- Альбенга, Италия (2006)
- Банска-Бистрица, Словакия (17 декабря 1999)[6]
- Бараолт, Румыния (29 января 2004)
- Мукачево, Украина (2016)
- Сента, Сербия (2007)
- Стонтон, США (2010)
- Тржич[вд], Словения (22 сентября 2001)